# Sound Track Recordings from the Film Jimi Hendrix
Sound Track Recordings from the Film Jimi Hendrix glazbeni je zapis s dokumentarnog filma pod nazivom Jimi Hendrix (1973.). Dvostruki LP u srpnju 1973. godine objavljuje diskografska kuća Reprise Records.

## O albumu
Album sadrži uživo izvedbe iz filma u punoj dužini te neke isječke intervjua koji nisu nužno s filma. Budući da se na njemu nije našao novi materijal mnogi ga obožavatelji nisu kupili. Album je završio na #89 Billboardove top ljestvice albuma i kasnije nije objavljen na CD-u.

## O filmu
Dokumentarni film objavljen je 1973. godine za izdavačku kuću Warner Bros u režiji Joea Boyda, Johna Heada i Garya Weisa. Film sadrži koncertne snimke Jimija Hendrixa u period od 1967. do 1970. godine uključujući i nastupe na Isle of Wight i Monterey Pop festivalu. Film također sadrži i Hendrixove intervjue s obitelji i prijateljima.
Film je 1999. objavljen na DVD-u, te 2005. godine na posebnom DVD izdanju.

## Popis pjesama
| 1. | »Rock Me Baby«  | B.B. King, Joe Josea                                          | 3:01 |
| 2. | »Wild Thing"«   | Chip Taylor                                                   | 5:18 |
| 3. | »Machine Gun I« |                                                               | 7:45 |
| 4. | »Interviews I"« | Jimi Hendrix, Al Hendrix, Freddie Mae Gauthier i Dolores Hall | 3:41 |

| 1. | »Johnny B. Goode«      | Chuck Berry                                               | 3:37 |
| 2. | »Hey Joe«              | Billy Roberts                                             | 3:50 |
| 3. | »Purple Haze«          |                                                           | 3:40 |
| 4. | »Like a Rolling Stone« | Bob Dylan                                                 | 6:11 |
| 5. | »Interviews II«        | Jimi Hendrix, Little Richard, Pat Hartley i Fayne Pridgon | 3:21 |

| 1. | »The Star Spangled Banner« | tradicionalna | 3:42  |
| 2. | »Machine Gun II«           |               | 12:35 |
| 3. | »Hear My Train A Comin'«   |               | 3:05  |
| 4. | »Interviews III«           |               | 2:36  |

| 1. | »Red House«         |                                                                 | 11:18 |
| 2. | »In From the Storm« |                                                                 | 4:27  |
| 3. | »Interviews IV"«    | Pat Hartley, Alan Douglas, Fayne Pridgeon i The Ghetto Fighters | 5:55  |

## Detalji o snimljenom materijalu
- Skladbe A1, A2, B2 i B4 snimljene su na Monterey Pop festivalu (lipanj 1967.)
- Skladbe A3, D1, D2 snimljene su na Isle of Wight festivalu (31. kolovoza 1970.)
- Skladbe B1, B3 snimljene su u Berkeley Community centru, Berkeley, Kalifornija (30. svibnja 1970.)
- Skladba C1 snimljena na Woodstocku (kolovoz 1969.)
- Skladba C2 snimljena na Fillmore Eastu (31. prosinca 1969.)
- Skladba C3 snimljena u Londonu (1967.)